# Favosthimosia milleporoides
Favosthimosia milleporoides is een mosdiertjessoort uit de familie van de Celleporidae. De wetenschappelijke naam van de soort is, als Cellepora milleporoides, voor het eerst geldig gepubliceerd in 1909 door Calvet.